# Crosmières
Crosmières [kʁomjɛʁ] est une commune française, située dans le département de la Sarthe en région Pays de la Loire, peuplée de 993 habitants.
La commune fait partie de la province historique de l'Anjou, et se situe dans le Baugeois.

## Géographie

### Localisation

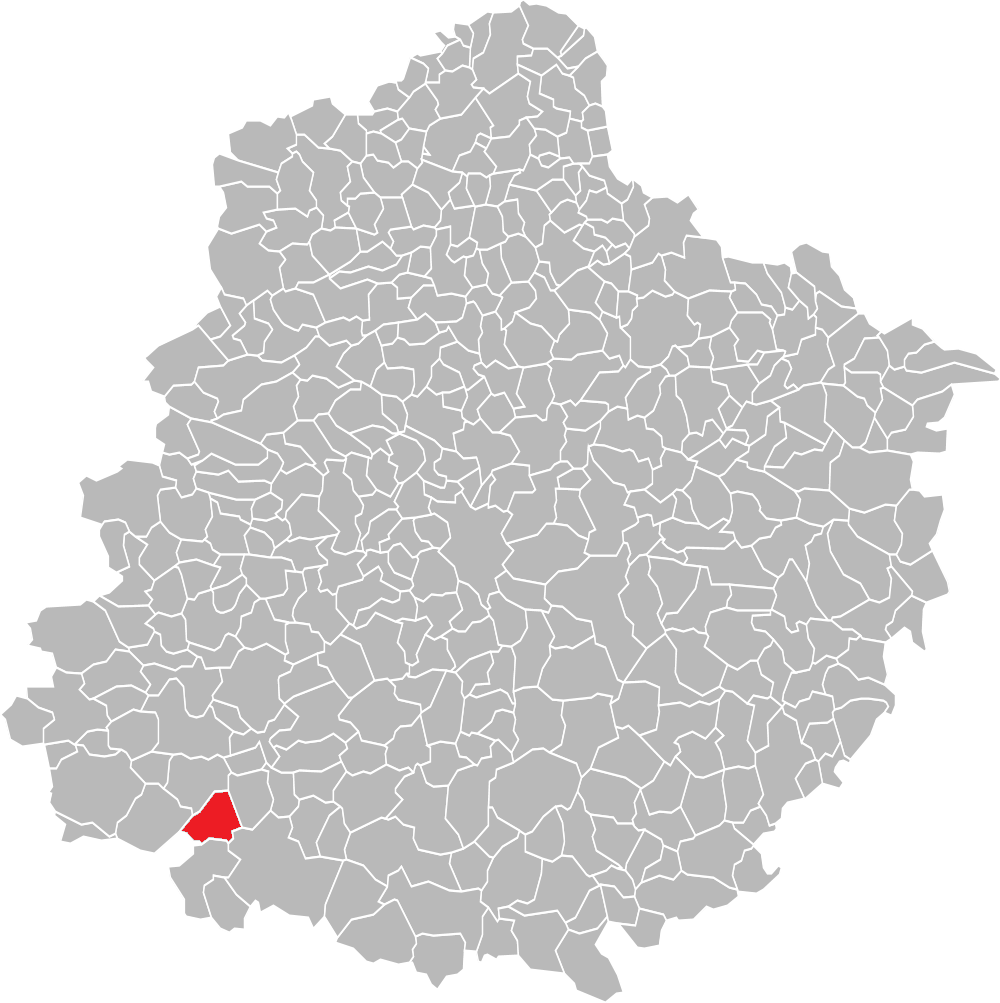
Situation de la commune de Crosmières dans le département de la Sarthe.

Crosmières, commune du sud du département de la Sarthe, est située au cœur du Maine angevin. Le village se trouve, en distances orthodromiques, à 38,2 km au sud-ouest du Mans, la préfecture du département, et à 8 km au nord-ouest de La Flèche, la ville la plus proche. Les communes limitrophes sont Le Bailleul, Villaines-sous-Malicorne, La Flèche, Bazouges-sur-le-Loir, La Chapelle-d'Aligné, ainsi que la commune de Durtal en Maine-et-Loire.
|                         | Le Bailleul          |                          |
| La Chapelle-d'Aligné    | Crosmières           | Villaines-sous-Malicorne |
| Durtal (Maine-et-Loire) | Bazouges-sur-le-Loir | La Flèche                |

### Géologie et relief
La superficie de la commune est de 2 045 hectares. L'altitude varie entre 28 et 97 mètres. Le point le plus haut se situe au sud de la commune, à proximité du lieu-dit l'Étournière, tandis que le point le plus bas se trouve à l'ouest, à la confluence des ruisseaux l'Argance et la Chamuère.

### Hydrographie
La rivière l'Argance, affluent du Loir qui prend sa source à Villaines-sous-Malicorne, borde la commune au nord et à l'ouest. Elle reçoit les eaux du ruisseau de la Chamuère, qui prend sa source sur la commune.

### Climat
Pour des articles plus généraux, voir Climat des Pays de la Loire et Climat de la Sarthe.
En 2010, le climat de la commune est de type climat océanique altéré, selon une étude du CNRS s'appuyant sur une série de données couvrant la période 1971-2000. En 2020, Météo-France publie une typologie des climats de la France métropolitaine dans laquelle la commune est exposée à un climat océanique et est dans la région climatique  Moyenne vallée de la Loire, caractérisée par une bonne insolation (1 850 h/an) et un été peu pluvieux. 
Pour la période 1971-2000, la température annuelle moyenne est de 11,6 °C, avec une amplitude thermique annuelle de 14,3 °C. Le cumul annuel moyen de précipitations est de 702 mm, avec 11,9 jours de précipitations en janvier et 6,4 jours en juillet. Pour la période 1991-2020, la température moyenne annuelle observée sur la station météorologique de Météo-France la plus proche, sur la commune de Thorée-les-Pins à 16 km à vol d'oiseau, est de 12,1 °C et le cumul annuel moyen de précipitations est de 744,6 mm,. Pour l'avenir, les paramètres climatiques de la commune estimés pour 2050 selon différents scénarios d'émission de gaz à effet de serre sont consultables sur un site dédié publié par Météo-France en novembre 2022.

### Voies de communication et transports
Crosmières se situe sur l'axe Sablé-La Flèche : elle est traversée d'est en ouest par la RD 306, ancienne RN 159 reliant Tours à Laval. La RD 102 bis arrive au nord en provenance de Villaines-sous-Malicorne et repart vers le sud-ouest en direction de La Chapelle-d'Aligné. Enfin, la RD 70, part vers le sud en direction de Bazouges-sur-le-Loir.
La ligne 3 (La Flèche ↔ Sablé-sur-Sarthe) du réseau TIS traverse Crosmières. Deux arrêts sont prévus sur la commune : l'un au centre du bourg sur la place des Tilleuls, l'autre au lieu-dit le Verger.

## Urbanisme

### Typologie
Au 1er janvier 2024, Crosmières est catégorisée commune rurale à habitat dispersé, selon la nouvelle grille communale de densité à sept niveaux définie par l'Insee en 2022.
Elle est située hors unité urbaine. Par ailleurs la commune fait partie de l'aire d'attraction de Sablé-sur-Sarthe, dont elle est une commune de la couronne,. Cette aire, qui regroupe 39 communes, est catégorisée dans les aires de moins de 50 000 habitants,.

### Occupation des sols
L'occupation des sols de la commune, telle qu'elle ressort de la base de données européenne d’occupation biophysique des sols Corine Land Cover (CLC), est marquée par l'importance des territoires agricoles (83,9 % en 2018), en diminution par rapport à 1990 (85,9 %). La répartition détaillée en 2018 est la suivante : 
terres arables (47,3 %), prairies (27,9 %), forêts (14,3 %), zones agricoles hétérogènes (7,2 %), zones urbanisées (1,8 %), cultures permanentes (1,5 %). L'évolution de l’occupation des sols de la commune et de ses infrastructures peut être observée sur les différentes représentations cartographiques du territoire : la carte de Cassini (XVIIIe siècle), la carte d'état-major (1820-1866) et les cartes ou photos aériennes de l'IGN pour la période actuelle (1950 à aujourd'hui).

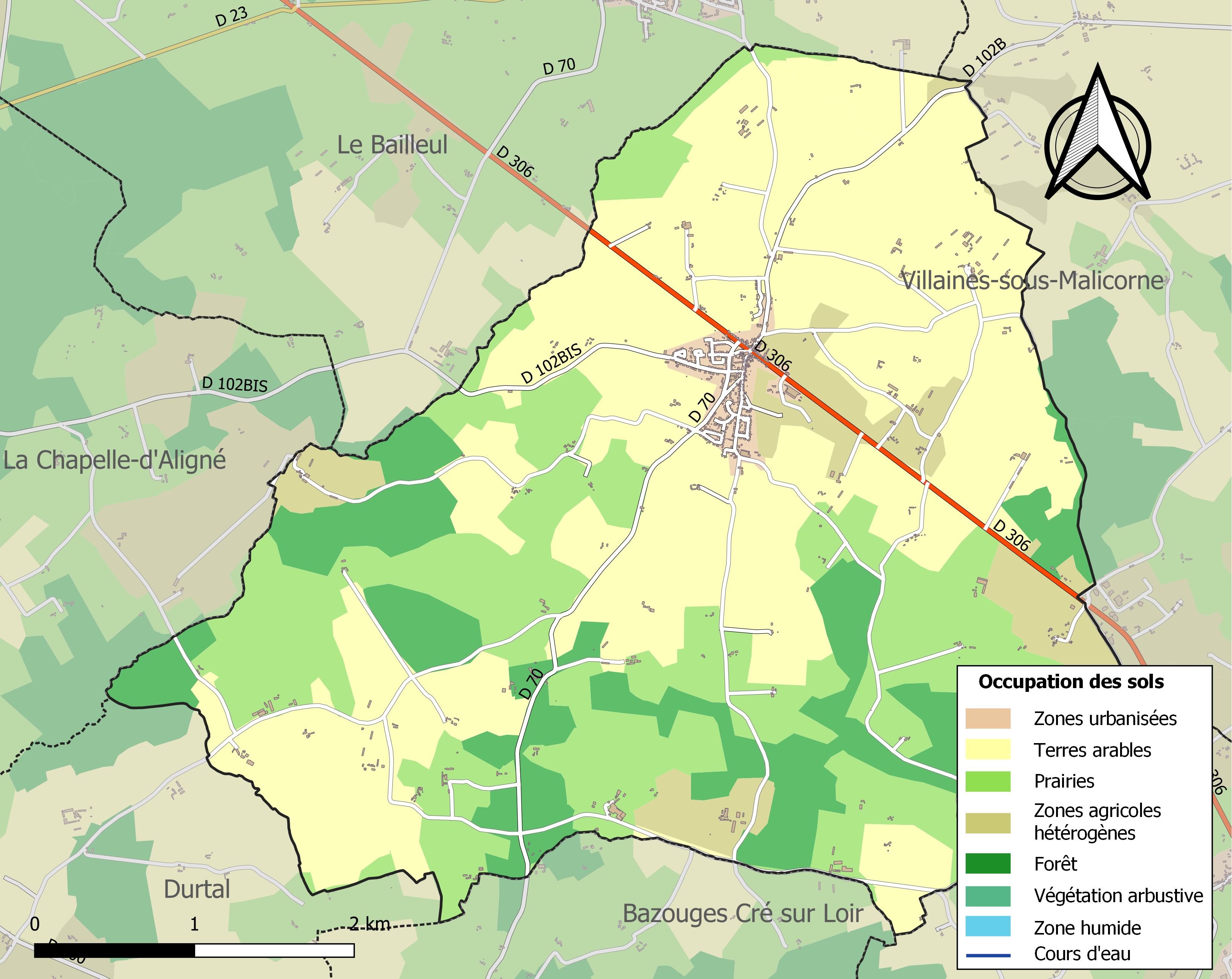
Carte des infrastructures et de l'occupation des sols de la commune en 2018 (CLC).

## Toponymie
Le nom « Crosmières » viendrait de Cromaria villa, du nom d'un propriétaire terrien de l'époque gallo-romaine dénommé Croma possédant un domaine autour duquel le village se serait développé. La commune est connue sous le nom « Cromeriis » à la fin du XIe siècle.

## Politique et administration

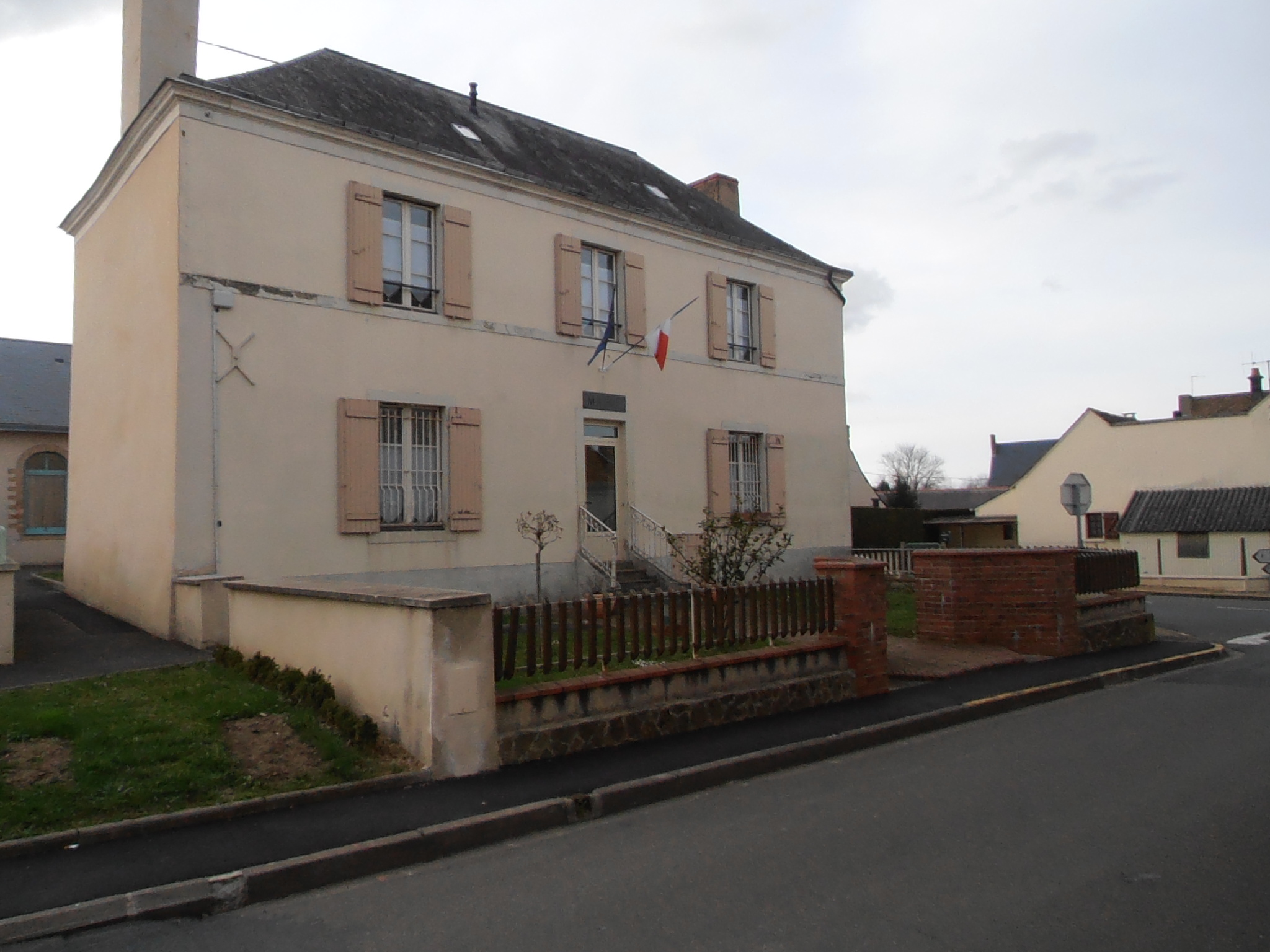
La mairie.

| Période                                  | Période   | Identité        | Étiquette | Qualité        |
| ---------------------------------------- | --------- | --------------- | --------- | -------------- |
| (avant 2001)                             | mars 2014 | René Picard     |           | Agriculteur    |
| mars 2014                                | En cours  | Jean-Yves Denis |           | Cadre retraité |
| Les données manquantes sont à compléter. |           |                 |           |                |

## Démographie
L'évolution du nombre d'habitants est connue à travers les recensements de la population effectués dans la commune depuis 1793. Pour les communes de moins de 10 000 habitants, une enquête de recensement portant sur toute la population est réalisée tous les cinq ans, les populations de référence des années intermédiaires étant quant à elles estimées par interpolation ou extrapolation. Pour la commune, le premier recensement exhaustif entrant dans le cadre du nouveau dispositif a été réalisé en 2007.
En 2022, la commune comptait 993 habitants, en évolution de −4,89 % par rapport à 2016 (Sarthe : −0,25 %, France hors Mayotte : +2,11 %).
| 1793  | 1800 | 1806  | 1821  | 1831  | 1836  | 1841  | 1846  | 1851  |
| ----- | ---- | ----- | ----- | ----- | ----- | ----- | ----- | ----- |
| 1 057 | 873  | 1 002 | 1 214 | 1 226 | 1 231 | 1 231 | 1 235 | 1 252 |

| 1856  | 1861  | 1866  | 1872  | 1876  | 1881 | 1886  | 1891  | 1896 |
| ----- | ----- | ----- | ----- | ----- | ---- | ----- | ----- | ---- |
| 1 207 | 1 124 | 1 090 | 1 037 | 1 049 | 966  | 1 015 | 1 010 | 958  |

| 1901 | 1906 | 1911 | 1921 | 1926 | 1931 | 1936 | 1946 | 1954 |
| ---- | ---- | ---- | ---- | ---- | ---- | ---- | ---- | ---- |
| 940  | 936  | 897  | 807  | 745  | 728  | 698  | 707  | 717  |

| 1962 | 1968 | 1975 | 1982 | 1990 | 1999 | 2006 | 2007 | 2012  |
| ---- | ---- | ---- | ---- | ---- | ---- | ---- | ---- | ----- |
| 697  | 654  | 657  | 661  | 703  | 701  | 881  | 906  | 1 018 |

| 2017  | 2022 | - | - | - | - | - | - | - |
| ----- | ---- | - | - | - | - | - | - | - |
| 1 044 | 993  | - | - | - | - | - | - | - |

## Économie
En 2010, le revenu fiscal médian par ménage était de 29 441 €, ce qui plaçait Crosmières au 15 027e rang parmi les 31 525 communes de plus de 39 ménages en métropole.
En 2009, la population âgée de 15 à 64 ans s'élevait à 613 personnes, parmi lesquelles on comptait 77,8 % d'actifs dont 72,4 % ayant un emploi et 5,4 % de chômeurs.
On comptait 271 emplois dans la zone d'emploi, contre 215 en 1999. Le nombre d'actifs ayant un emploi résidant dans la zone d'emploi étant de 447, l'indicateur de concentration d'emploi est de 60,7 %, ce qui signifie que la zone d'emploi offre un peu moins de deux emplois pour trois habitants actifs.
L'économie de la commune est fortement liée au secteur primaire. Au 31 décembre 2010, Crosmières comptait 59 établissements : 30 dans l’agriculture-sylviculture-pêche, 2 dans l'industrie, 4 dans la construction, 17 dans le commerce-transports-services divers et 6 étaient relatifs au secteur administratif. En 2011, quatre entreprises ont été créées à Crosmières.

## Lieux et monuments
- L'église Saint-Hippolyte.

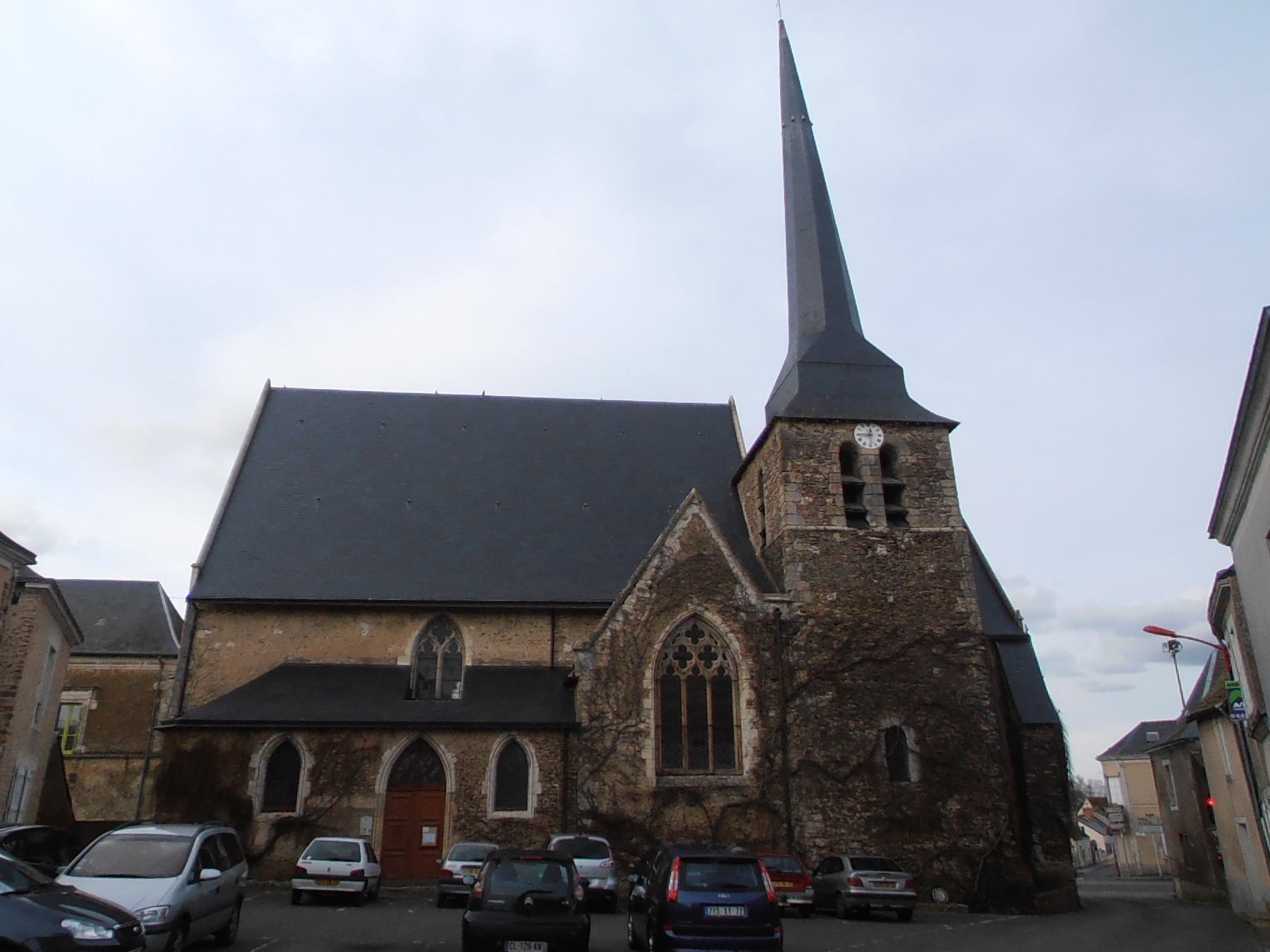
L'église Saint-Hippolyte.

- La maison « de Malicorne », du XIVe siècle, fait l'objet d'une inscription au titre des Monuments historiques depuis le 4 août 1978[27].
- Le château de la Bouillerie

## Personnalités liées
- Christophe de Castelnau (ca. 1554-1626), seigneur des Monts Créaux (fief situé sur le territoire de la commune de Crosmières), de La Mauvissière, du Rouvre, du Ronceray et de Vaucoulombeau, chevalier de l'ordre, conseiller et maître d'Hôtel du roi, mort à Crosmières le 15 avril 1626.
- Germaine Leloy-Godefroy née à Crosmières, dernière femme guillotinée en France, en 1949.
- Joseph Chevé né à Crosmières, député de la Sarthe de 1848 à 1849.